# Согонду
Согонду (кирг. Согонду) — село в Алайском районе Ошской области Кыргызстана. Входит в состав Ленинского айылного аймака.

## География
Село расположено в южной части области, в высокогорной зоне, на правом берегу реки Гульча, на расстоянии приблизительно 12 километров (по прямой) к югу от села Гульча, административного центра района. Абсолютная высота — 2060 метров над уровнем моря.

## Население
Согласно оценочным данным Национального статистического комитета Кыргызской Республики, численность населения села на начало 2023 года составляла 3028 человек.
| год     | 2009 | 2014 | 2015 | 2020 | 2021 | 2023 |
| ------- | ---- | ---- | ---- | ---- | ---- | ---- |
| человек | 2459 | 2623 | 2662 | 2962 | 3074 | 3028 |